# Sinopanorpa digitiformis
Sinopanorpa digitiformis är en näbbsländeart som beskrevs av Huang, Hua in Cai, Huang och Hua 2008. Sinopanorpa digitiformis ingår i släktet Sinopanorpa och familjen skorpionsländor. Inga underarter finns listade i Catalogue of Life.